# Samtgemeinde Spelle
In der Samtgemeinde Spelle aus dem niedersächsischen Landkreis Emsland haben sich die Gemeinden Lünne, Schapen und Spelle am 1. März 1974 zur Erledigung ihrer Verwaltungsgeschäfte zusammengeschlossen. 
Der Verwaltungssitz der Samtgemeinde ist in der Gemeinde Spelle.

## Geografie

### Geografische Lage
Die Samtgemeinde Spelle liegt im Süden des Landkreises.

### Nachbargemeinden
Im Norden grenzt die Samtgemeinde Spelle an die Stadt Lingen und die Samtgemeinde Freren, im Osten an die Gemeinde Hopsten und die Stadt Hörstel, beide im Kreis Steinfurt in Nordrhein-Westfalen, im Süden an die Gemeinde Salzbergen und die Stadt Rheine/Kreis Steinfurt und im Westen an die Gemeinde Emsbüren.

### Die Gemeinden
(Einwohner am 31. Dezember 2023)
|  | 1. Lünne (2110) 2. Schapen (2425) 3. Spelle (9879) |

## Politik

### Samtgemeinderat
Der Samtgemeinderat hat 30 gewählte Mitglieder. Hinzu kommt die direkt gewählte Samgemeindebürgermeisterin. Dies ist die festgelegte Anzahl für eine Samtgemeinde mit einer Einwohnerzahl zwischen 12.001 und 15.000 Einwohnern. Die Ratsmitglieder werden durch eine Kommunalwahl für jeweils fünf Jahre gewählt. Die aktuelle Amtszeit begann am 1. November 2021 und endet am 31. Oktober 2026.
Ihm gehören seit der Kommunalwahl 2021 Ratsfrauen und Ratsherren von sechs Parteien bzw. Wählergemeinschaften an.
- CDU – 20 Sitze
- SPD – 3 Sitze
- Unabhängiges Bürgerforum (UBS) – 2 Sitze
- DiB – 2 Sitze
- FDP – 2 Sitze
- Lünner Liste – 1 Sitz

Die nächsten Kommunalwahlen sollen 2026 stattfinden.

### Samtgemeindebürgermeister
Hauptamtlicher Samtgemeindebürgermeister war seit Anfang 2005 Bernhard Hummeldorf (CDU). Er löste Josef Löcken ab, der seit 1991 dieses Amt ehrenamtlich bekleidete. Mit der Einführung des hauptamtlichen Samtgemeindebürgermeisters im Jahre 2005 wurde auch der Posten des Samtgemeindedirektors, zu dem Zeitpunkt Werner Thele, abgeschafft. In der Zeit von 2019 bis 2023 war Maria Lindemann Samtgemeindebürgermeisterin. Bei der Samtgemeindebürgermeisterwahl am 3. Dezember 2023 wurde Matthias Sils gewählt. 
- seit 2023 Matthias Sils (CDU)
- 2019–2023 Maria Lindemann (CDU)
- 2005–2019 Bernhard Hummeldorf (CDU)
- 1991–2005 Josef Löcken (CDU)[5]
- 1974–1991 Hubert Reker (CDU)[6]

### Wappen
Beschreibung: Im siebenmal blau bordierten goldenen Wappenschild liegt eine blaue Deichsel.

### Partnergemeinden
Die Samtgemeinde Spelle ist 1980 eine Partnerschaft mit Markelo in den Niederlanden eingegangen, heute Gemeinde Hof van Twente. Die Partnerschaft weiterhin gepflegt.